# سانتی مینا
سانتی مینا (انگلیسی: Santi Mina؛ زادهٔ ۷ دسامبر ۱۹۹۵) بازیکن فوتبال اهل اسپانیا است که در پست مهاجم بازی می‌کند.